# 谷口牧子
谷口 牧子（たにぐち まきこ）は、日本の教育者・法学者、法学博士（北海学園大学・1997年）。専門は、国際私法・知的財産法。現在、旭川工業高等専門学校教授。

## 略歴
1985年北海学園大学法学部卒業後、北海学園札幌高等学校教諭。1995年北海学園大学大学院法学研究科博士課程単位取得満期退学。その後、札幌学院大学法学部非常勤講師。1997年法学博士の学位を取得。1997年旭川工業高等専門学校一般人文科講師、同助教授を経て現職。2025年に定年退職後、嘱託教授として、再び旭川高専の教壇に立つ。
この他、札幌学院大学法学部非常勤講師（2010年より2017年まで）。旭川市情報公開・個人情報保護委員会委員、北海道大規模小売店舗立地審議会副部会長、独立行政法人大学評価・学位授与機構審査官、最高裁判所知的財産権訴訟専門委員などを歴任。

## 受賞歴
- 文部科学大臣表彰科学技術賞（2015年）

## 研究領域
国際私法、分けても国際取引法や国際家族法、国籍法を専門領域とし、知的財産なども幅広く研究。近年は、「各種ハラスメントの防止」等に関する研修や講演会の講師など、活動の幅を広げている。

## 著作
主要論文
- 『上海高等法院(H.B.M.′s SUPREME COURT)裁判例』（北海学園大学法学研究、31巻-34巻、1996年-98年）
- 『法例以前の国際私法--渉外的私法規範に関する一考察(1)英米の領事裁判例を中心として』（北海学園大学法学研究、34巻、1998年-99年）

書籍
- 矢崎幸生編『理工系学生のための法学概論』（分担執筆、学術図書出版社、2000年）
- 香川勝俊編『教養の政治学・経済学』（分担執筆、学術図書出版社、2005年）